# Тихе (Прилуцький район)
Ти́хе — село в Україні, у Прилуцькому районі Чернігівської області. Входить до складу Сухополов'янської сільської громади.

## Історія
Засноване 15 травня 2003 року. Взяте на облік 27 листопада 2003 року. З 14 червня 2019 року входить до складу Сухополов'янської сільської громади.
Село брало участь в одному з випусків телепередачі Загублений світ (2 сезон. 63 випуск) на каналі 2+2 у 2018 році.
Місцеві вважають місцевість села аномальною геопатогенною зоною.[джерело?]